# Arteta (Ollo)
Arteta es una localidad española y un concejo de la Comunidad Foral de Navarra perteneciente al municipio de Ollo. Está situado en la Merindad de Pamplona, en la Cuenca de Pamplona y 21,1 km de la capital de la comunidad, Pamplona. Su población en 2014 fue de 33 habitantes (INE).

## Geografía física

### Situación
La localidad de Arteta está situada en el extremo oeste del valle de Ollo al pie del monte Txargain y a una altitud de 503 m s. n. m. Su término concejil tiene una superficie de 5,93 km² y limita al norte con los concejos de Senosiáin y Ollo, al este con el de Ilzarbe y al sur y oeste con las estribaciones de las sierras de Andía y de Sarbil además de con el municipio de Goñi.

## Demografía
| Gráfica de evolución demográfica de Arteta entre 2000 y 2013 |
|                                                              |
| Datos según el nomenclátor publicado por el INE.             |